# Église Saint-Antoine-de-Padoue du Petit-Quevilly
L'église Saint-Antoine-de-Padoue est une église catholique située dans la commune du Petit-Quevilly, en France.

## Localisation
L'église est située au Petit-Quevilly, commune du département français de la Seine-Maritime, 125 rue Jacquard.

## Historique
Du fait de l'augmentation de la population, un édifice est nécessaire. La construction de l'église débute dans les années 1890 par Lucien Lefort et ce projet n'est pas mené à bout. Le chantier est reprise par Pierre Chirol de 1913 à 1922 et financé par une quête menée par le curé dans le contexte postérieur à la Loi de séparation des Églises et de l'État.
Le clocher prévu initialement n'est pas réalisé du fait de la guerre et de problématiques financières.
L'édifice est inscrit au titre des monuments historiques le 14 septembre 2001.

## Description
L'édifice est construit en briques blanches.
Le chœur de l'église comporte des toiles de Paul Hippolyte Flandrin consacrées à la vie de saint Antoine, ainsi que des vitraux de Gamet et Augustin.